# Pražská tyčka
Pražská tyčka je mezinárodní atletický mítink ve skoku o tyči, který se pořádá jednou ročně v dolní části Václavského náměstí. Jedná se o exhibiční mítink, výkony atletů zde dosažené proto nemohou být uznány jako rekordy. Poprvé se konal v roce 1992, ženy startovaly poprvé v roce 1995. Sedmnáctý ročník PT se v roce 2008 konal na nádvoří u Národního divadla, dolní část Václavského náměstí tehdy procházela rekonstrukcí. Soutěž mužů však byla předčasně ukončena pro průtrž mračen a již nebyla dokončena. V roce 2009 se mítink opět konal na Václavském náměstí.
Halovou obdobou mítinku s doprovodnými disciplínami je Zimní Pražská tyčka, která se pořádá od roku 1996.

## Přehled vítězů
| Ročník | Rok  | Vítězové – muži     | Výkon  | Vítězové – ženy     | Výkon  |
| ------ | ---- | ------------------- | ------ | ------------------- | ------ |
| 1.     | 1992 | J. Bondarenko       | 5,40 m | –                   | –      |
| 2.     | 1993 | A. Červonyj         | 5,60 m | –                   | –      |
| 3.     | 1994 | Jean Galfione       | 5,80 m | –                   | –      |
| 4.     | 1995 | Igor Potapovič      | 5,85 m | Daniela Bártová     | 4,20 m |
| 5.     | 1996 | Karel Janko         | 5,40 m | Daniela Bártová     | 4,21 m |
| 6.     | 1997 | Dmitri Markov       | 5,70 m | Daniela Bártová     | 4,40 m |
| 7.     | 1998 | Štěpán Janáček      | 5,50 m | Daniela Bártová     | 4,45 m |
| 8.     | 1999 | Martin Eriksson     | 5,66 m | Daniela Bártová     | 4,21 m |
| 9.     | 2000 | Russ Buller         | 5,56 m | Daniela Bártová     | 4,46 m |
| 10.    | 2001 | Štěpán Janáček      | 5,60 m | Carolin Hingstová   | 4,47 m |
| 11.    | 2002 | Viktor Čisťjakov    | 5,66 m | Jelena Isinbajevová | 4,65 m |
| 12.    | 2003 | Vadim Strogaljov    | 5,55 m | Jelena Isinbajevová | 4,46 m |
| 13.    | 2004 | Patrik Kristiansson | 5,66 m | Tanya Stefanovová   | 4,46 m |
| 14.    | 2005 | Adam Ptáček         | 5,60 m | Pavla Hamáčková     | 4,25 m |
| 15.    | 2006 | Adam Ptáček         | 5,66 m | Pavla Hamáčková     | 4,46 m |
| 16.    | 2007 | Adam Ptáček         | 5,82 m | Kateřina Baďurová   | 4,46 m |
| 17.    | 2008 | –                   | –      | Joanna Piwowarská   | 4,46 m |
| 18.    | 2009 | Mark Hollis         | 5,65 m | Kate Dennisonová    | 4,46 m |
| 19.    | 2010 | Michal Balner       | 5,72 m | Jiřina Ptáčníková   | 4,40 m |
| 20.    | 2011 | Jan Kudlička        | 5,46 m | Martina Strutzová   | 4,71 m |
| 21.    | 2012 | Jan Kudlička        | 5,66 m | Alana Boydová       | 4,32 m |
| 22.    | 2013 | Jan Kudlička        | 5,83 m | Jiřina Svobodová    | 4,45 m |